# Bromodifluorométhane
Le bromodifluorométhane ou halon 1201 ou FC-22B1 est un trihalogénométhane gazeux et un hydrobromofluorocarbure.
Il peut être préparé par une réaction entre le dihydrogène et le dibromodifluorométhane à une température comprise entre 400-600 ⁰C .
Le bromodifluorométhane a été utilisé comme réfrigérant et extincteur. Il a un potentiel de déplétion ozonique (ODP) de 0,74. Son usage a été interdit par le protocole de Montréal en 2000.